# Daimí Pernía
Daimí Pernía Figueroa (La Palma, 27 dicembre 1976) è un'ex ostacolista cubana, campionessa mondiale dei 400 metri ostacoli a Siviglia 1999.

## Record nazionali

### Seniores
- 400 metri ostacoli: 52"89 ( Siviglia, 25 agosto 1999)

## Palmarès
| Anno | Manifestazione      | Sede                | Evento      | Risultato  | Prestazione | Note                                    |
| ---- | ------------------- | ------------------- | ----------- | ---------- | ----------- | --------------------------------------- |
| 1994 | Mondiali juniores   | Lisbona             | 400 m piani | Semifinale | 54"09       |                                         |
| 1994 | Mondiali juniores   | Lisbona             | 4×100 m     | Batteria   | 46"27       |                                         |
| 1994 | Mondiali juniores   | Lisbona             | 4×400 m     | 7ª         | 3'37"95     |                                         |
| 1995 | Campionati CAC      | Città del Guatemala | 4×400 m     | Oro        | 3'27"86     |                                         |
| 1997 | Campionati CAC      | San Juan            | 400 m hs    | Argento    | 56"14       |                                         |
| 1997 | Universiadi         | Sicilia             | 400 m hs    | Bronzo     | 56"13       |                                         |
| 1997 | Universiadi         | Sicilia             | 4×400 m     | Argento    | 3'29"00     |                                         |
| 1999 | Universiadi         | Palma di Maiorca    | 400 m hs    | Oro        | 53"95       |                                         |
| 1999 | Giochi panamericani | Winnipeg            | 400 m hs    | Oro        | 53"44       | Record dei campionati                   |
| 1999 | Giochi panamericani | Winnipeg            | 4×400 m     | Oro        | 3'26"70     |                                         |
| 1999 | Mondiali            | Siviglia            | 400 m hs    | Oro        | 52"89       | Miglior prestazione mondiale stagionale |
| 2000 | Giochi olimpici     | Sydney              | 400 m hs    | 4ª         | 53"68       |                                         |
| 2000 | Giochi olimpici     | Sydney              | 4×400 m     | 8ª         | 3'29"47     |                                         |
| 2001 | Mondiali            | Edmonton            | 400 m hs    | Bronzo     | 54"51       |                                         |
| 2001 | Mondiali            | Edmonton            | 4×400 m     | Batteria   | 3'28"68     |                                         |
| 2003 | Giochi panamericani | Santo Domingo       | 400 m hs    | Argento    | 55"10       |                                         |
| 2004 | Giochi olimpici     | Atene               | 400 m hs    | Batteria   | 55"91       |                                         |
| 2006 | Giochi CAC          | Cartagena           | 400 m hs    | Oro        | 55"32       |                                         |
| 2006 | Giochi CAC          | Cartagena           | 4×400 m     | Bronzo     | 3'36"34     |                                         |
| 2007 | Giochi panamericani | Rio de Janeiro      | 400 m hs    | 8ª         | 59"71       |                                         |
| 2007 | Giochi panamericani | Rio de Janeiro      | 4×400 m     | Oro        | 3'27"51     |                                         |
| 2007 | Mondiali            | Osaka               | 4×400 m     | 7ª         | 3'27"05     |                                         |

## Altre competizioni internazionali
2001
- 7ª alla Grand Prix Final ( Melbourne), 400 m hs – 55"81

2006
- 5ª in Coppa del mondo ( Atene), 400 m hs – 54"60